# 브렌누스

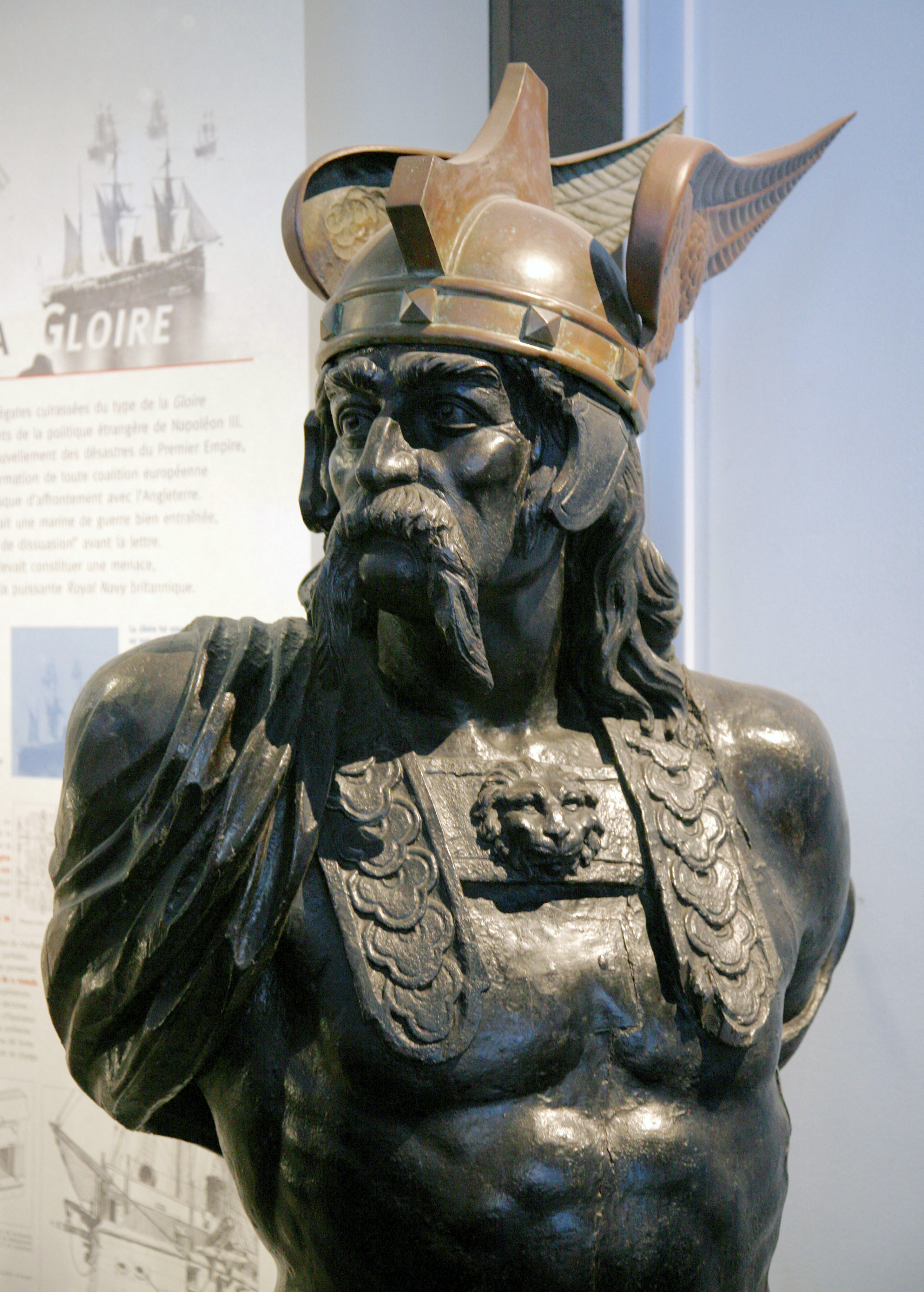
프랑스 전함 브렌누스함의 선수상에 새겨진 브렌누스.

브렌누스 (Brennus, 또는 브렌노스, Brennos)는 세노네스족의 족장이다. 그는 알리아 전투 (기원전 390년 7월 18일)에서 로마인들을 패배시켰다. 기원전 390년 그는 알프스 이남의 갈리아인 병력의 고대 로마 공격을 이끌었고 도시의 대부분을 점령하며, 몇 달간을 유지했다. 브렌누스의 로마 약탈은 서기 410년 고트족에 의한 로마 함락 이전 800년 동안에 비로마군에 의해 점령된 유일한 사례였다.

## 배경
세노네스족은 오늘날 프랑스의 센에마른 주, 루아레 주, 욘 주에서 발생한 갈리아계 부족으로, 북부 이탈리아를 차지하러 확장하였다. 기원전 400년 경에 세노네스족의 한 일파가 알프스 너머로 넘어갔고, 움브리인들을 몰아내고, 아리미니움에서 안코나에 이르는 이탈리아 해안가에 정착하여 그 지역들이 아게르 갈리쿠스라 불리게 됐으며, 그들의 수도가 된 세나갈리카 (시니갈리아)를 세웠다.
기원전 391년에 그들은 에트루리아를 침공하여 클루시움을 포위했다. 클루시움인들은 로마에게 도움을 청했다. 퀸투스 파비우스 암부스투스와 그의 두 형제들이 갈리아인들과의 협상을 위해 보내졌다. 그들은 클루시움 외각에서의 교전에 참여함으로서 중립의 맹세을 깨트린 것으로 추정된다. 리비우스와 플루타르코스는 세노네스족들이 이에 대한 보복을 하러 로마로 진군했다고 말한다.
클루시움에서의 사건들의 전체 이야기는, 클루시움이 로마에 도움을 청할 이유가 없고, 갈리아인들이 로마를 약탈할 진짜 도발도 필요로 하지 않았기에 가상일 가능성이 있다. 이 이야기는 로마에 대한 이유없는 공격에 대한 설명과 로마를 갈리아인들에 맞서는 이탈리아의 방파재로서 묘사하기 위해 존재한 것으로 가정된다. 대안으로 브렌누스가 시칠리아 전역에 지배권을 가지려던 시칠리아의 디오니시오스 1세와 함께 활동했었다는 이론이 제기되기도 했다. 로마는 디노니시오스가 지배하길 원했던 시칠리아 북동부의 작은 도시 국가 메사나의 강력한 동맹이였다. 브렌누스의 활동으로 인해 로마의 군대가 묶여 디오니시오스의 시칠리아에서의 군사 활동을 도왔다.

## 로마 약탈

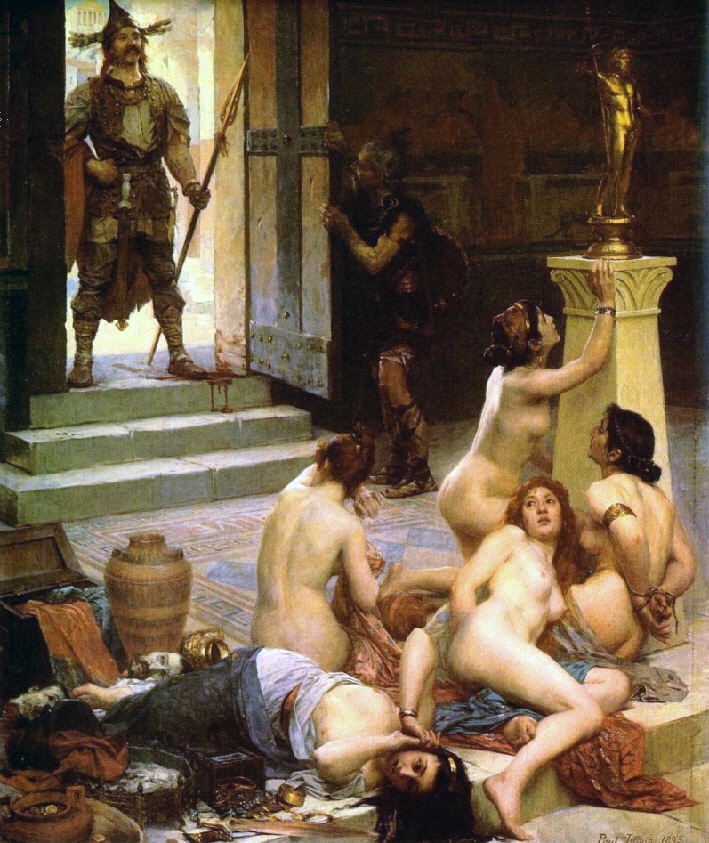
Le Brenn et sa part de butin ("브렌누스와 그의 몫의 전리품", 또는 다음으로도 알려짐: "전투의 전리품"), 1893년 폴 자맹 작품.

브렌누스가 이끄는 켈트족(세노네스족)은 알리아 전투에서 로마군을 패배시키고, 로마시내로 입성했다. 이후 약 7개월간 카피톨리노 언덕을 제외한 로마 시 전역을 점령했다. 전설에 따르면 마르쿠스 만리우스 카피톨리누스는 유노의 신성한 기러기에게 갈리아인들의 침공을 경고받았다고 한다. 하지만 그들의 도시가 황폐해진 것을 목격한 로마인들은 브렌누스로부터 그들의 보호를 돈으로 얻으려 시도했다. 로마인들은 금으로 무게 1, 000 파운드 가량을 지불했다. 리비우스에 따르면 금의 무게를 측정을 두고 무게추에 대한 분쟁 (갈리아인들은 평균보다 더 나가는 그들의 것을 가져왔다)에서, 브렌누스는 칼을 저울에 던지며 유명한 문장인 “Vae victis!”라고 말했는데, 이를 번역하면 “정복된 자는 비통할 뿐이다!”이다.

## 패배와 죽음
이 이야기의 한 버전에서는 금 무게에 대한 논쟁이 너무나 지체되어, 추방당한 독재관 마르쿠스 푸리우스 카밀루스는 군대를 모을 추가 시간을 갖게 됐고, 로마로 돌아와 갈리아인들을 몰아내며, 그들의 도시와 재산을 지켜내고 브렌누스에게 "Non auro, sed ferro, recuperanda est patria" 라고 말했다는데 이는 "금이 아니라 철로, 나라가 회복될 것이다"라는 뜻이다. 플루타르코스에 따르면, 로마 길거리에서 일어난 초기 전투 이후, 갈리아인들은 처음으로 로마 밖으로 내쫓겼고, 로마 외각에서 8 마일 떨어진 가비로 향하는 도로에서 완전히 전멸당했다고 한다. 카밀루스는 그의 군대에게 그의 조국 아버지 ‘파테르 파트리아이’인 또다른 로물루스이자 로마의 제2의 건국자로서 환영을 받았다.
리비우스는 카피톨리노 언덕을 포위하던 세노네스족이 질병의 피해를 입었고 로마를 위한 몸값을 가져왔던만큼 약해진 상태였다고 말한다. 이것은 현대시대를 포함해 수많은 전투 인원들을 무력화시키고 죽음으로 몰고간 이질과 다른 위생 문제로 추정된다.

## 대중 문화에서
- 몬머스의 제프리의 브리타니아 열왕사에는 브렌니누스라는 이름으로 브렌누스를 서술했다.
- 로마를 약탈한 후, 그의 몫의 전리품 (주로 나체의 사로잡힌 여성들)을 바라보는 브렌누스를 묘사한 폴 자맹의 아카데믹 화풍의 그림 Le Brenn et sa part de butin (1893년)이 유명한 묘사이다.
- 브렌누스의 유령이 자코벵 시대의 연극 푸이무스 트로이스에 율리우스 카이사르와 싸우는 브리튼족들을 돕기 위해 나타난다.
- 브레누스는 1963년 영화 로마의 적 브렌누스라는 영화에서 고든 미첼이 연기했다.
- 브렌누스와 세노네스족에 의한 로마 약탈은 스티븐 테일러의 역사 소설 로마 (2007년)에 등장한다.

### 주요 자료
- 리비우스, 로마사 5.34-49
- 디오도로스 시켈로스, 비블리오테카 히스토리카 14.113-117
- 플루타르코스, 카밀루스 15-30
- 폴리비우스, 역사 2.18
- 할리카르나소스의 디오니시오스, Roman Antiquities 13.6-12